# Jeanne Allard
Jeanne Allard, née le 28 mai 1928 à Nantes et morte le 27 décembre 2021 à Saint-Nazaire est une actrice française.

## Filmographie

### Cinéma
- 1957 : Le Bel Indifférent de Jacques Demy : la femme
- 1960 : Zazie dans le métro de Louis Malle : une permanente
- 1960 : L'Homme à femmes de Jacques-Gérard Cornu
- 1962 : Vie privée de Louis Malle : la femme de ménage
- 1965 : Les Créatures d'Agnès Varda : Henriette
- 1969 : Les Patates de Claude Autant-Lara : Paulette
- 1973 : L'Affaire Dominici de Claude Bernard-Aubert : Augusta Caillat
- 1977 : La Dentellière de Claude Goretta
- 1977 : Paradiso de Christian Bricout : la mère
- 1980 : Un escargot dans la tête de Jean-Étienne Siry : Mme Sevetier
- 1982 : Interdit aux moins de 13 ans de Jean-Louis Bertuccelli : Mme Blain, la voisine
- 1989 : La Passion de Bernadette de Jean Delannoy
- 2007 : Le Tueur de Cédric Anger : Alana

### Télévision
- 1967 : L'Espagnol de Jean Prat
- 1972 : La Tuile à loups de Jacques Ertaud : Thérèse
- 1975 : La Mort d'un guide de Jacques Ertaud : Marie Servoz
- 1977 : La Maison des Autres de Jean-Pierre Marchand
- 1979 : Médecins de nuit de Bruno Gantillon, épisode : Léone (série télévisée)
- 1980 : Julien Fontanes, magistrat - épisode : Les mauvais chiens de Guy Lefranc
- 1980 : L'Épreuve d'Alain Dhouailly
- 1985 : Vincente, téléfilm de Bernard Toublanc-Michel